# Crossocerus annulipes
Crossocerus annulipes är en stekelart som först beskrevs av Amédée Louis Michel Lepeletier och Gaspard Auguste Brullé 1835.  Crossocerus annulipes ingår i släktet Crossocerus, och familjen Crabronidae. Arten är reproducerande i Sverige.